# HV Spijkenisse
Hockey Vereniging Spijkenisse (HVS) is een hockeyclub in de Nederlandse plaats Spijkenisse. HVS is opgericht op 13 april 1977.
HV Spijkenisse beschikt over twee semi-watervelden en een kwart veldje (zand).

## Teams
HVS heeft drie heren- en vier damesteams, een veteranenteam en een veterinnenteam.

Bij de jeugd heeft HVS een jongens en twee meisjes A, één jongens en vijf meisjes B, twee jongens en vijf meisjes C, één jongens en twee meisjes D, één jongens en vier meisjes D teams, twee jongens en zeven meisjes E, één jongens en twee meisjes F en ten slotte ook een hockeyschool.

## Tenue
Gele polo met zwarte kraag en bies aan de zijkanten, zwarte broek/rok, zwarte kousen met twee gele strepen.

## Locatie
Het clubhuis is gelegen op het Sportpark Groenewoud aan de Schenkelweg te Spijkenisse.